# Bin-jip
Bin-jip (Koreaans: 빈집, leeg huis) is een Zuid-Koreaanse film uit 2004 die geregisseerd werd door Kim Ki-duk. In een aantal landen in het westen is de film onder de naam 3-Iron uitgebracht.
Bin-jip werd op het Filmfestival van Venetië van 2004 genomineerd voor een prijs voor de beste regisseur.

## Synopsis
Tae-suk is een landloper die ongemerkt inwoont in de huizen van mensen die op reis zijn. In ruil voor zijn verblijf doet hij klusjes voor de bewoners.
Op een dag breekt hij in in een villa waarvan de bewoners wel thuis blijken te zijn. Hij wordt betrapt door Sun-hwa, een van de bewoners die, zoals later blijkt door haar man mishandeld wordt. Vanaf dat moment reist Sun-hwa met hem mee. Tae-suk raakt geobsedeerd door golf, met verkeerde gevolgen.
Nadat een man door ouderdom komt te overlijden in een van de huizen, worden ze opgepakt door de politie. Sun-hwa moet terug naar haar gewelddadige man en Tae-suk probeert te ontsnappen uit zijn cel. Hiervoor leert hij zichzelf de kunst van het onzichtbaar zijn. Nadat dit succesvol blijkt, keert Tae-suk naar het huis van Sun-hwa om zich daar onzichtbaar te houden achter de rug van haar man.
De main soundtrack van de film is ‘Gafsa’, een Arabischtalig nummer van de in België geboren zangeres Natacha Atlas. Het nummer is afkomstig van haar tweede album Halim (1997).